# Xylotrechus sandakanus
Xylotrechus sandakanus är en skalbaggsart som beskrevs av Aurivillius 1927. Xylotrechus sandakanus ingår i släktet Xylotrechus och familjen långhorningar. Inga underarter finns listade i Catalogue of Life.